# Coolidge (Familie)
Die Coolidges sind eine US-amerikanische Familie aus Massachusetts.

## Familiengeschichte
Die Familie der Coolidges lässt sich bis zu Simeon Coolidge (1532–1590) zurückverfolgen. Als Stammvater der Familie gilt dessen Enkel, der Puritaner John Coolidge (1604–1691), der 1630 Cottenham in South Cambridgeshire verließ und als einer der ersten Pilgerväter möglicherweise auf der Flotte der Arbella in die Massachusetts Bay Colony emigrierte. Dort ließen sie sich in Watertown nieder. John Coolidge gehörte zu einer der 125 Unterzeichnern der Dedham Convention, was die erste bekannte politische Betätigung der Familie darstellt. In Boston gehörte die Coolidges Ende des 19. Jahrhunderts und Anfang des 20. Jahrhunderts zu den angesehensten Familien der Oberschicht. Einige Zweige der Familie zogen nach dem Unabhängigkeitskrieg als Farmer nach Vermont und in den Mittleren Westen.

## Bekannte Familienmitglieder

### Coolidges aus der Bostoner Oberschicht
- Joseph Coolidge (1798–1879) ⚭ Ellen Randolph Coolidge (1796–1896), Enkelin und Vertraute von US-Präsident Thomas Jefferson
  - Joseph Randolph Coolidge ⚭ Julia Gardner Coolidge
    - J. Randolph Coolidge Jr. (1862–1928)
    - John Gardner Coolidge (1863–1936), Diplomat
    - Archibald Cary Coolidge (1866–1928), Diplomat und Historiker
    - Harold Jefferson Coolidge (1870–1934) ⚭ Edith Lawrence (1879–1975)
      - Harold Jefferson Coolidge Jr. (1904–1985), Zoologe, Umweltaktivist und Präsident der IUCN

    - Julian Coolidge (1873–1954), Mathematiker

  - Philip Sidney Coolidge (1830–1863), Astronom und Oberstleutnant
  - Algeron Coolidge
  - Elizabeth Coolidge
  - Ellen Coolidge
  - T. Jefferson Coolidge (1831–1920), Wirtschaftsmanager und Diplomat
    - Eleanora Randolph Coolidge ⚭ Frederick Richard Sears
      - Eleanora Randolph Sears (1881–1968), Tennisspielerin

    - T. Jefferson Coolidge Jr.

### Weitere Coolidges in Massachusetts
- Frederick S. Coolidge (1841–1906), Kongressabgeordneter für Massachusetts
  - Marcus A. Coolidge (1865–1947), US-Senator für Massachusetts
- Charles A. Coolidge (1844–1926), Brigadegeneral, adoptierten
  - Sherman Coolidge (1862–1932), indianischer Missionar
- Louis A. Coolidge (1861–1925), stellvertretender Finanzminister
- Merrit Bradford Coolidge (1839–1926) ⚭ Lucy Greenwood Coolidge (1844–1940)[3]
  - Richard B. Coolidge (1879–1957), Bürgermeister von Medford, Mitglied in Repräsentantenhaus von Massachusetts
  - Arthur W. Coolidge (1881–1952), Vizegouverneur von Massachusetts ⚭ Mabel Tilton Coolidge
    - Robert Tilton Coolidge (1915–1955) ⚭ Jean McMullen Coolidge (1919–2008)[4]
      - Martha Coolidge (* 1946), Regisseurin und Filmproduzentin

    - Dorothy Coolidge Cox[5]

### Coolidges in Vermont
- Carlos Coolidge (1792–1866), Gouverneur von Vermont Calvin Galusha Coolidge (1815–1878), Mitglied im Repräsentantenhaus von Vermont ⚭ Sarah Almeda Brewer Coolidge (1823–1906)
  - John Calvin Coolidge Sr. (1845–1926), Mitglied im Senat von Vermont ⚭ Victoria Josephine Moore Coolidge (1846–1885)
    - Calvin Coolidge (1872–1933), US-Präsident ⚭ Grace Coolidge (1879–1957), First Lady der Vereinigten Staaten
      - John Coolidge (1906–2000)
      - Calvin Coolidge Jr. (1906–1924)

    - Abigail Grace Coolidge (1875–1890)

  - Julius Caesar Coolidge (1851–1870)
- William W. Stickney (1853–1932), Gouverneur von Vermont, US-Senator für Vermont
- Orson Bean (1928–2020), Schauspieler

### Coolidges im Mittleren Westen
- Olympia Brown (1835–1926), Pfarrerin und Frauenrechtlerin
- Arthur Brown (1843–1906), US-Senator für Utah